# Fosfinotricin acetiltransferaza
Fosfinotricin acetiltransferaza (EC 2.3.1.183, PAT, PPT acetiltransferaza, Pt-N-acetiltransferaza, ac-Pt) je enzim sa sistematskim imenom acetil-KoA:fosfinotricin N-acetiltransferaza. Ovaj enzim katalizuje sledeću hemijsku reakciju
acetil-KoA + fosfinotricin {\displaystyle \rightleftharpoons } KoA + N-acetilfosfinotricin
Supstrat, fosfinotricin, se koristi kao neselektivni herbicid i potentni inhibitor enzima EC 6.3.1.2, glutamat---amonijak ligaze, koji je ključni enzim azotnog metabolizma kod biljki.

## Literatura
- Nicholas C. Price; Lewis Stevens (1999). Fundamentals of Enzymology: The Cell and Molecular Biology of Catalytic Proteins (Third изд.). USA: Oxford University Press. ISBN 019850229X.
- Eric J. Toone (2006). Advances in Enzymology and Related Areas of Molecular Biology, Protein Evolution (Volume 75 изд.). Wiley-Interscience. ISBN 0471205036.
- Branden C; Tooze J. Introduction to Protein Structure. New York, NY: Garland Publishing. ISBN 0-8153-2305-0.
- Irwin H. Segel. Enzyme Kinetics: Behavior and Analysis of Rapid Equilibrium and Steady-State Enzyme Systems (Book 44 изд.). Wiley Classics Library. ISBN 0471303097.
- William P. Jencks (1987). Catalysis in Chemistry and Enzymology. Dover Publications. ISBN 0486654605.

## Spoljašnje veze
- Phosphinothricin+acetyltransferase на 